# S.S.D. Acireale Calcio 1946
Società Sportiva Dilettantistica Acireale Calcio 1946 là một câu lạc bộ bóng đá Ý, có trụ sở tại Acireale, một thành phố với 67.000 cư dân và cách 18 km so với Catania ở Sicily. Câu lạc bộ đã dành phần lớn lịch sử của họ ở Serie C, mặc dù họ đã chơi hai mùa ở Serie B.

## Lịch sử

### Thành lập
Nguồn gốc của câu lạc bộ có thể được truy trở lại một câu lạc bộ trước đó trong thành phố, từ đó nòng cốt của đội hiện tại mọc lên từ; câu lạc bộ cũ trong thành phố chơi từ năm 1928 đến 1935.
Câu lạc bộ được thành lập vào năm 1946 với tên AC Acireale, ra mắt tại Serie C
Đội đã đạt đến đỉnh cao vào năm 1992/1993 khi, sau một thời gian dài chơi ở Serie C1, C2 và D, được huấn luyện bởi Giuseppe Papadopulo, đã bất ngờ được thăng hạng lần đầu tiên lên Serie B. Trong mùa giải Serie B đầu tiên vào năm 1993/1994, Acireale đã thoát được sự xuống hạng sau khi giành chiến thắng trong trận play-off trước Pisa Calcio trên chấm phạt đền. Nhưng, trong mùa giải tiếp theo, Acireale đã không thể lặp lại kỳ tích của họ và bị xuống hạng ở Serie C1. Acireale liên tiếp chơi liên tiếp bốn mùa ở Serie C2, giai đoạn kết thúc vào năm 2003 sau khi được thăng hạng ở vòng play-offs. Tuy nhiên, sau một mùa giải Serie C1 đáng thất vọng vào năm 2005/2006, kết thúc bằng việc xuống hạng với Serie C2, Acireale đã giải thế vì những rắc rối tài chính.

### Tái lập
Một đội bóng mới là Acireale Calcio cho giải đấu khu vực Promozione, cấp độ 7 trong hệ thống giải đấu bóng đá Ý. Trong mùa Promozione đầu tiên của mình, câu lạc bộ đã dễ dàng giành chiến thắng trong giải đấu do đó được thăng hạng lên Eccellenza. Câu lạc bộ đã được đổi tên thành cái tên hiện tại vào tháng 8 năm 2007, và tham gia vào Nhóm B của Eccellenza vào năm 2007-08, có đội thăng hạng trong mùa 2009-10 đến Serie D.

## Huấn luyện viên đáng chú ý
- liên_kết=|viền Walter Mazzarri
- liên_kết=|viền Giuseppe Papadopulo
- liên_kết=|viền Francesco Scoglio